# Imersão (náutica)
No âmbito náutico, a imersão ou calado moldado é a distância vertical entre uma linha de água e a linha de base de um navio. 
A média das imersões nas perpendiculares à vante e à ré é o valor usado para determinar as hidrostáticas e para o cálculo do deslocamento de um navio numa dada condição de carga.